# STS Holding
STS Holding S.A. ist ein polnisches Unternehmen mit Sitz in Kattowitz. Es ist hauptsächlich auf dem Gebiet der Sportwetten tätig und hier der führende Anbieter in Polen. Die Tätigkeit umfasst Sportwetten, virtuelle Sportarten, Online-Casino, Live-Dealer-Spiele und Wetten auf den Ausgang von elektronischen Sportereignissen. Das Unternehmen hat 1,5 Mio. Kunden in Europa und Büros in Warschau, Kattowitz, Prag und Malta.
STS Holding ist an der Warschauer Börse notiert und war bis zum 21. März 2025 im polnischen Mittelwerteindex mWIG40 enthalten.

## Geschichte
1997 wurde Star-Typ Sport Zakłady Wzajemne sp.z o.o. gegründet. Das Unternehmen wird 2000 von der Familie Juroszek übernommen. 2008 erwirbt Stanleybet die Mehrheit an Star-Typ Sport Zakłady Wzajemne. 2012 kauft die Familie Juroszek alle Anteile zurück. Im gleichen Jahr wird BetSys zum Anbieter von Wettsoftware für Star-Typ Sport Zakłady Wzajemne, die auch in diesem Jahr Wetten im Internet anbietet. 2013 war die erste Live-Schaltung mit STS TV, 2014 wurde diese um ein eSports-Angebot erweitert. Es folgte die Gründung der Stiftung Sport Twoją Szansą. Daneben wurde Star-Typ Sport Zakłady Wzajemne offizieller Sponsor der polnischen Fußballnationalmannschaft.
2015 erwirtschaftete aufgrund der rasanten Entwicklung des Online-Wettgeschäfts Star-Typ Sport Zakłady Wzajemne einen Umsatz von über 100 Mio. €. Betplay International sp. z o.o. (zurzeit Betplay Capital sp. z o.o.) erwarb 2016 einen Anteil von 33,3 % an BetSys. Die erste Live-Schaltung mit STSpay geschah im Jahr 2017. Der Umsatz überstieg 2018 erstmals 500 Mio. €. Der Beginn der internationalen Expansion begann mit dem Erwerb einer Glücksspiellizenz durch STS. BET Limited. Es folgten die Eröffnung von Büros in Malta und Warschau. Es wurden Partnerschaften mit Sportstars wie Peter Schmeichel (dänischer Torhüter) geschlossen.
2021 erhielt STS. BET Limited eine Glücksspiellizenz in Estland. Im gleichen Jahr erfolgte die Gründung der STS Holding S.A. Die Aktien wurden an der Warschauer Börse notiert. Sie wurden im Jahr darauf in den Index mWIG40 aufgenommen.